# 닉 애덤스 (배우)

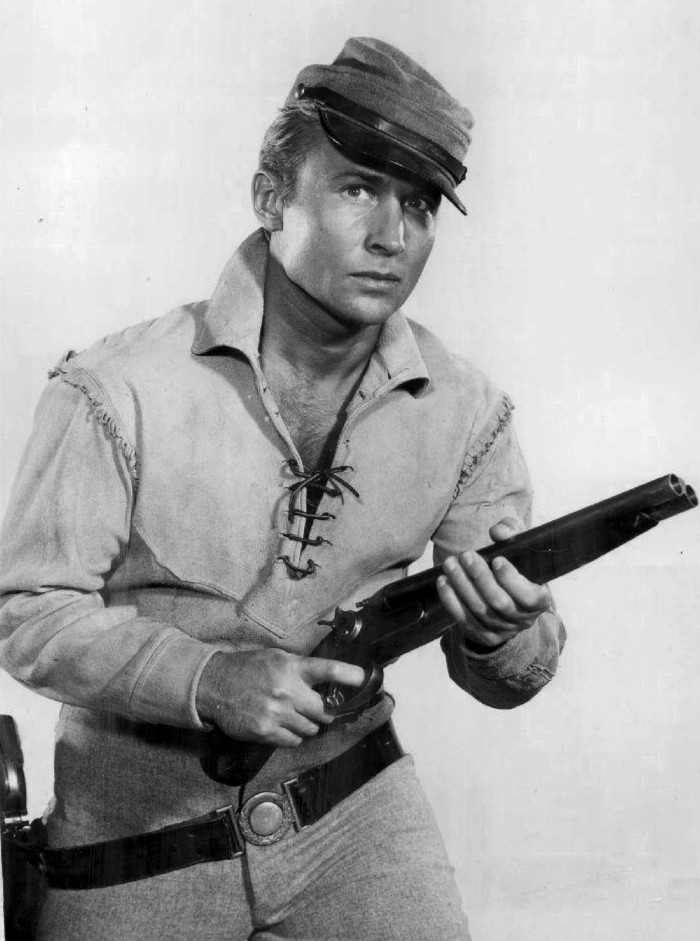

닉 애덤스(Nick Adams, 1931년 7월 10일 ~ 1968년 2월 7일)는 미국의 영화 및 텔레비전 배우, 각본가이다. 1950년대부터 1960년대 사이 여러 할리우드 영화에 출연했으며 ABC의 텔레비전 프로그램 더 레벨(The Rebel)에서 주연으로 출연했다.

## 참여 작품

### 영화
- 이유 없는 반항 (1955년 영화)
- 피크닉 (1955년 영화)
- 자이언트 (1956년 영화)
- 성공의 달콤한 향기
- 선생님의 애완 동물
- 연방 경찰 (영화)
- 필로우 토크
- 프랑켄슈타인 대 바라곤
- 고질라 7 - 고질라 대 몬스터 제로